# Ivar
Ivar is een Noors-Gaelse jongensnaam. De Noors-Gaelse cultuur ontstond toen Vikingen (Noormannen) zich vestigden in Ierland, Schotland en Schotse en Ierse eilanden vanaf de 9e eeuw. Deze Noorse immigranten (die aanvankelijk Oud Noors spraken) adopteerden de plaatselijke Gaelse (Keltische) cultuur en trouwden met Gaels. Zo ontstond een Noors-Gaels volk, een soort Viking-Kelten. Zij hadden Koninkrijken en Koninkrijkjes verspreid over het noorden van het eiland Groot-Brittannië en Ierland, Isle of Man en kleinere eilanden. De belangrijkste Noors-Gaelse dynastie was die van Uí Ímair (het Huis van Ivar). Deze dynastie bracht een koning voort die Ímar (Gaels) of Ívarr (Oud-Noors) werd genoemd en bekend staat als Koning van de Noormannen van heel Ierland en Groot-Brittannië; hij regeerde van circa 857-873 en overleed circa 873. De verengelste variant van deze naam is Ivo(o)r. 
Of Ímar/Ívarr dezelfde historische persoon is als Ivar the Boneless (ook bekend als Ingvar Ragnarson) wordt betwist. 
Na verloop van tijd werden de Noors-Gaels steeds meer Gaelisch en verdwenen ze als een aparte groep. Ze hebben echter een blijvende invloed achtergelaten. Verschillende Schotse clans hebben Noors-Gaelische wortels. En er zijn achternamen die naar Ivar verwijzen zoals MacIver, Clan MacIver, MacIvor, MacGyver en McKeever.
Veel bronnen noemen Ivar een Scandinavische of Keltische naam en dat is dus eigenlijk allebei waar. De naam komt dan ook het meest voor in Noorwegen, andere Scandinavische landen, Groot-Brittannië en Ierland. Een veel gehoorde verklaring voor de betekenis van Ivar is dat het een samenstelling zou zijn van de woorden voor 'taxus' en 'krijger'.